# New Zealand Cycle Classic
Das New Zealand Cycle Classic (auch Trust House Classic, früher Tour of Wellington) ist ein neuseeländisches Straßenradrennen, das jährlich im Januar als Etappenrennen ausgetragen wird.
Die Tour of Wellington feierte 2017 ihr 30-jähriges Bestehen. Zu Beginn wurde es als zweitägiges Rennen unter dem Namen Angus Inn Cycle Classic ausgetragen. Unter der Führung des heutigen Rennleiters Jorge Sandoval wurde das Rennen 1991 auf vier Tage und sieben Etappen ausgeweitet, und seit 1993 dauert es fünf Tage. 1999 stand die Tour of Wellington zum ersten Mal auf dem Kalender der UCI, und es starteten auch Teams aus Europa und den Vereinigten Staaten. Seit 2005 ist das Rennen Teil der UCI Oceania Tour und in die Kategorie 2.2 eingestuft. 2010 wurde die letzte Etappe wegen schlechten Wetters gestrichen. Für 2012 wurde das Rennen in New Zealand Cycle Classic umbenannt.

## Palmarès
| Jahr | Sieger             | Zweiter           | Dritter            |
| ---- | ------------------ | ----------------- | ------------------ |
| 1988 | Darren Rush        |                   |                    |
| 1989 | Brian Fowler       |                   |                    |
| 1990 | Brian Fowler       |                   |                    |
| 1991 | Brian Fowler       |                   |                    |
| 1992 | Brian Fowler       |                   |                    |
| 1993 | Clark Richards     |                   |                    |
| 1994 | Ric Reid           |                   |                    |
| 1995 | Robbie McEwen      |                   |                    |
| 1996 | Ric Reid           |                   |                    |
| 1997 | Corey Sweet        |                   |                    |
| 1998 | Hayden Bradbury    |                   |                    |
| 1999 | Julian Dean        | Cory Williams     | Warren Clarke      |
| 2000 | Brendon Vesty      | Bryce Shapley     | Bart Hickson       |
| 2001 | Christopher Jenner | Graeme Miller     | Brendon Vesty      |
| 2002 | Robin Reid         | Hayden Roulston   | Bryce Shapley      |
| 2003 | Matthew Yates      | Geoffrey Burndred | Timothy Gudsell    |
| 2004 | Eric Wohlberg      | Robin Reid        | Charles Dionne     |
| 2005 | Matthew Lloyd      | Fraser MacMaster  | Peter Latham       |
| 2006 | Hayden Roulston    | Timothy Gudsell   | Evan Oliphant      |
| 2007 | Hayden Roulston    | Craig McCartney   |                    |
| 2008 | Travis Meyer       | Robin Reid        | David Pell         |
| 2009 | Peter McDonald     | Jeremy Vennell    | Timothy Roe        |
| 2010 | Michael Torckler   | Lachlan Norris    | Jay Robert Thomson |
| 2011 | George Bennett     | Patrick Lane      | James Williamson   |
| 2012 | Jay McCarthy       | Darren Lapthorne  | Campbell Flakemore |
| 2013 | Nathan Earle       | Benjamin Dyball   | William Walker     |
| 2014 | Michael Vink       | James Oram        | Adam Phelan        |
| 2015 | Taylor Gunman      | Jason Christie    | Dion Smith         |
| 2016 | Ben O’Connor       | Mark O’Brien      | Stephen Williams   |
| 2017 | Joseph Cooper      | Logan Griffin     | James Oram         |
| 2018 | Hayden McCormick   | Ian Bibby         | Robert Stannard    |
| 2019 | Aaron Gate         | Jesse Featonby    | Jay Vine           |
| 2020 | Rylee Field        | Aaron Gate        | Corbin Strong      |
| 2021 | Corbin Strong      | Finn Fisher-Black | Aaron Gate         |
| 2022 | Mark Stewart       | Ollie Jones       | Laurence Pithie    |
| 2023 | James Oram         | Josh Burnett      | Adne van Engelen   |
| 2024 | Aaron Gate         | Elliot Schultz    | Ollie Jones        |